# Joaquim Alberto Pires de Lima
Joaquim Alberto Pires de Lima GOSE (Santo Tirso, Areias, 7 de Março de 1877 — Porto, 23 de Dezembro de 1951) foi um médico, professor de Medicina e etnógrafo, campo em que se destacou.

## Biografia
Joaquim Pires de Lima nasceu Areias, Santo Tirso, distrito do Porto, a 7 de Março de 1877. Foi pai do também médico e etnógrafo Fernando Pires de Lima.
Concluiu o curso da Escola Médico-Cirúrgica do Porto, a 14 de Julho de 1903.
Em 1904 era Chefe da Clínica de Cirurgia do Hospital de Santo António e em 1940 da Escola Médico-Cirúrgica do Porto.
Na área da anatomia e antropologia, para além de alguns título publicados, publicou estudos realizados em colaboração com Constâncio Mascarenhas e Hernâni Monteiro no Arquivo de Anatomia e Antropologia, publicação do Instituto de Anatomia da Faculdade de Medicina do Porto, debruçando-se sobre ex-colónias portuguesas de Angola (1923), Moçambique (1924-25), Timor (1924-26) e Guiné Portuguesa (1930).
Foi feito Grande-Oficial da Antiga, Nobilíssima e Esclarecida Ordem Militar de Sant'Iago da Espada, do Mérito Científico, Literário e Artístico a 5 de Outubro de 1934.
Joaquim Pires de Lima morreu a 23 de Dezembro de 1951.

## Obras publicadas

### Etnografia portuguesa
- Romanceiro Minhoto (1943), em co-autoria com o seu filho Fernando Pires de Lima[2][3]
- Nossa Senhora de Portugal (1947), em co-autoria com o seu filho Fernando Pires de Lima[2][3]
- Mouros, judeus e negros na história de Portugal (1940)[5]

### Medicina popular
Neste tópico publicou os seguintes estudos:
- A linguagem anatómica popular (1919)
- A ectrodactilia na lenda (1919)
- A teratologia nas tradições populares (1921 e 1926)
- Vocabulário Anatómico popular (1938)
- Os curandeiros e os seus êxitos (1941)
- O Corpo humano no adagiário português (1946)

### Anatomia e antropologia
- Populações indígenas da Guiné (1931)
- Estudo Antropológico Guiné Portuguesa (volume realizado em homenagem a José Leite de Vasconcelos, de 1932)
- Estudos de Antropologia Colonial (1934)
- Sobre o ensino colonial (1935)
- A linguagem anatómica de Gil Vicente (1938)
- A linguagem anatómica de Fernão Lopes(1939)
- Questões de linguagem científica. A nomenclatura anatómica Portuguesa (1942)
- Como foi iniciado o ensino da Anatomia no Brasil (1943)
- O "Leal conselheiro" lido por um anatómico (1943)
- Estudo de anatomia artística. Variação muscular numa escultura de Soares dos Reis (1944)